# François Derand
François Derand (Vic-sur-Seille, 1588-Agde, 1644) fue un jesuita y arquitecto de Francia.

## Biografía

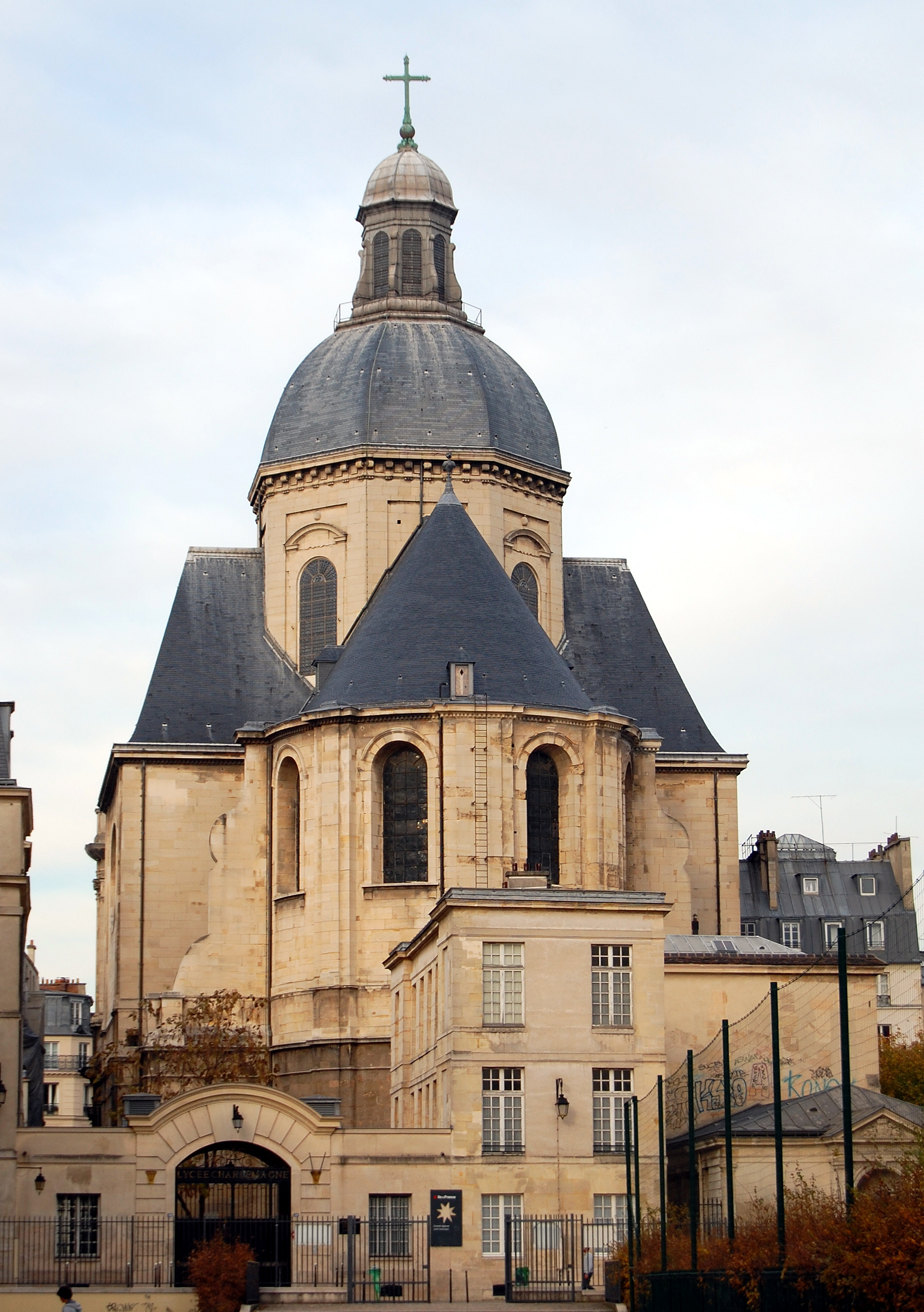
Iglesia de San Pablo-San Luis, Paris IVe

Fançois Derand nació en Vic-sur-Seille, en la diócesis de Metz, en 1588.  Entró en el noviciado de los Jesuita de Ruan el 24 de abril de 1611. Con su formación espiritual inicial completada fue enviado a la collège des Jésuites de La Flèche, donde enseñó matemáticas durante dos años. Derand fue ordenado sacerdote en 1622. Se aplicó a la arquitectura donde adquirió reputación de entendido.
Residió primero en Ruan y después en  Rennes y fue consultado para los trabajos de reconstrucción de la catedral de Orleans. En 1629, llegó a París para completar la iglesia de San Pablo-San Luis, iniciada por el hermano jesuita Étienne Martellange (1569-1641), arquitecto nacido en Lyon que había estudiado en Roma con François Stella (1563-1654), y realizado también la iglesia del Colegio de la Trinidad de Lyon.
También estuvo involucrado en la supervisión de diversos trabajos, como  el altar mayor de la iglesia jesuita de La Flèche, dirigida por Pierre Corbineau. A continuación publicó en 1643 La arquitectura de las bóvedas, o el arte, trazados y cortes de las bóvedas, su tratado de estereotomía considerado una obra maestra que iba acompañado con un gran número de planchas en talla suave. (Se hizo una reimpresión en  1743, menos estimada que la original y menos bella, en la que se corrigieron todas las faltas indicadas en las erratas; otra, tercera edición revisada y corregida apareció en 1755).
Llamado el mismo año a Agde, murió allí  el 26 de octubre de 1644. Está enterrado en el Colegio de Béziers.

## Obras
- L'Architecture des Voutes, ou l'art, traits et coupes des voutes; traite tres-utile, méme nécessaire à tous les architectes, maitres-maçons, appareilleurs, tailleurs de pierres, et généralement à tous ceux qui se mélent de l'Architecture, meme militaire, París: S. Cramoysi, 1643, in-fol.
- L'architecture des voutes, ou l'art des traits, et coupes des voutes,... , París, Duchesne, 1755.